# Amaxia pseudodyuna
Amaxia pseudodyuna är en fjärilsart som beskrevs av Rothschild 1922. Amaxia pseudodyuna ingår i släktet Amaxia och familjen björnspinnare. Inga underarter finns listade i Catalogue of Life.